# Martin Frýdek
Martin Frýdek (9 de março de 1969) é um ex-futebolista profissional tcheco que atuava como meia.

## Carreira
Martin Frýdek representou a Seleção Checa de Futebol, na Eurocopa de 1996. 

## Títulos
República Checa
- Copa das Confederações de 1997: 3º Lugar